# Hexachaeta barbiellinii
Hexachaeta barbiellinii är en tvåvingeart som beskrevs av Lima 1935. Hexachaeta barbiellinii ingår i släktet Hexachaeta och familjen borrflugor. Inga underarter finns listade i Catalogue of Life.